# Daniel Musiol
Daniel Musiol (* 27. März 1983 in Cottbus) ist ein ehemaliger deutscher Radrennfahrer.

## Sportliche Laufbahn
Daniel Musiol gewann im Jugend- und Juniorenbereich deutsche Meistertitel auf der Bahn im Punktefahren und der Mannschaftsverfolgung sowie auf der Straße im Mannschaftszeitfahren. Im Elitebereich konnte 2003 er eine Etappe bei der Tour de la Guadeloupe für sich entscheiden.
Seinen ersten Vertrag bei einem internationalen Radsportteam erhielt er 2005 beim deutschen Professional Continental Team Wiesenhof. Sein größter Karriereerfolg war der Bergwertungssieg der Deutschland Tour 2008. Musiol, kein ausgewiesener Bergfahrer, eroberte das Gepunktete Trikot des Bergwertungsführenden durch einen Ausreißversuch auf der ersten Etappe, die er auf den folgenden Etappen durch weitere Platzierungen in kleineren Anstiegen verteidigen konnte.
In der Saison 2010 wurde er Vereinsfahrer beim RSV Irschenberg, nachdem er weder von seinem letzten Team Volksbank noch einer anderen internationalen Mannschaft einen Vertrag zu für ihn annehmbaren Konditionen angeboten bekommen hatte.

## Erfolge
1999
- Deutscher Jugend-Meister Bahn – Punktefahren
- Deutscher Jugend-Meister Straße – Mannschaftszeitfahren

2001
- Deutscher Junioren-Meister – Mannschaftsverfolgung (mit Robert Bengsch, Henning Bommel und Florian Piper)
- Deutscher Junioren-Meister – Mannschaftszeitfahren

2003
- eine Etappe Tour de la Guadeloupe

2008
- Bergwertung Deutschland Tour

## Teams
- 2005: Team Wiesenhof
- 2006: Team Milram
- 2007: Team Wiesenhof-Felt
- 2008: Team Volksbank
- 2009: Team Vorarlberg-Corratec